# Montréal (Aude)
Pour les articles homonymes, voir Montréal (homonymie).
Montréal  (Mont-reau[réf. nécessaire] en occitan ; [munrre'al]) est une commune française, située dans le nord-ouest du département de l'Aude en région Occitanie.
Sur le plan historique et culturel, la commune fait partie du Lauragais, l'ancien « Pays de Cocagne », lié à la fois à la culture du pastel et surnommé le « grenier à blé du Languedoc ». Exposée à un climat méditerranéen, elle est drainée par le canal du Midi, le ruisseau de Rebenty, le ruisseau de Rivals et par divers autres petits cours d'eau. La commune possède un patrimoine naturel remarquable : un site Natura 2000 (le « massif de la Malepère ») et deux zones naturelles d'intérêt écologique, faunistique et floristique.

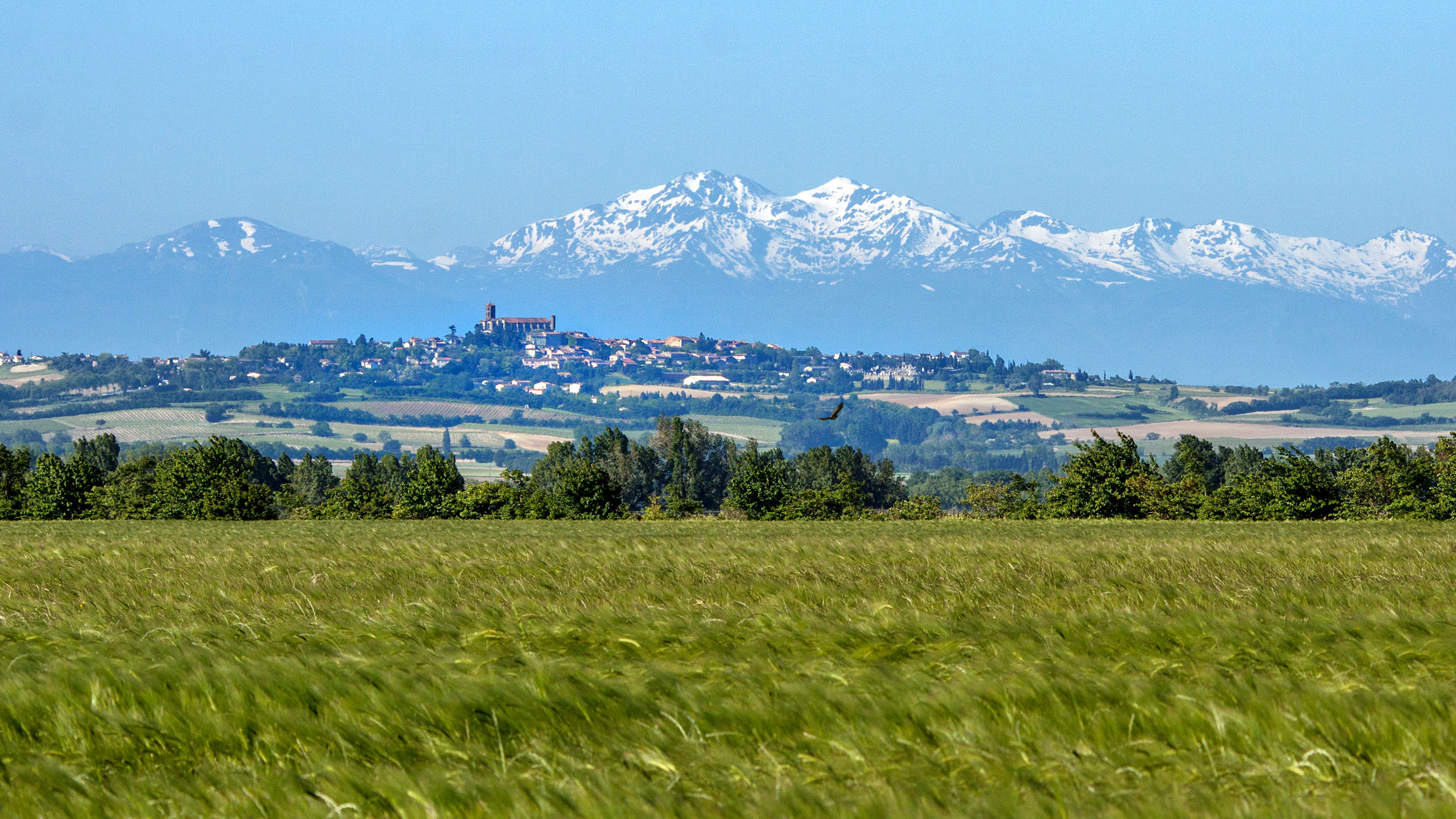
Montréal sur fond de Montagne de Tabe.

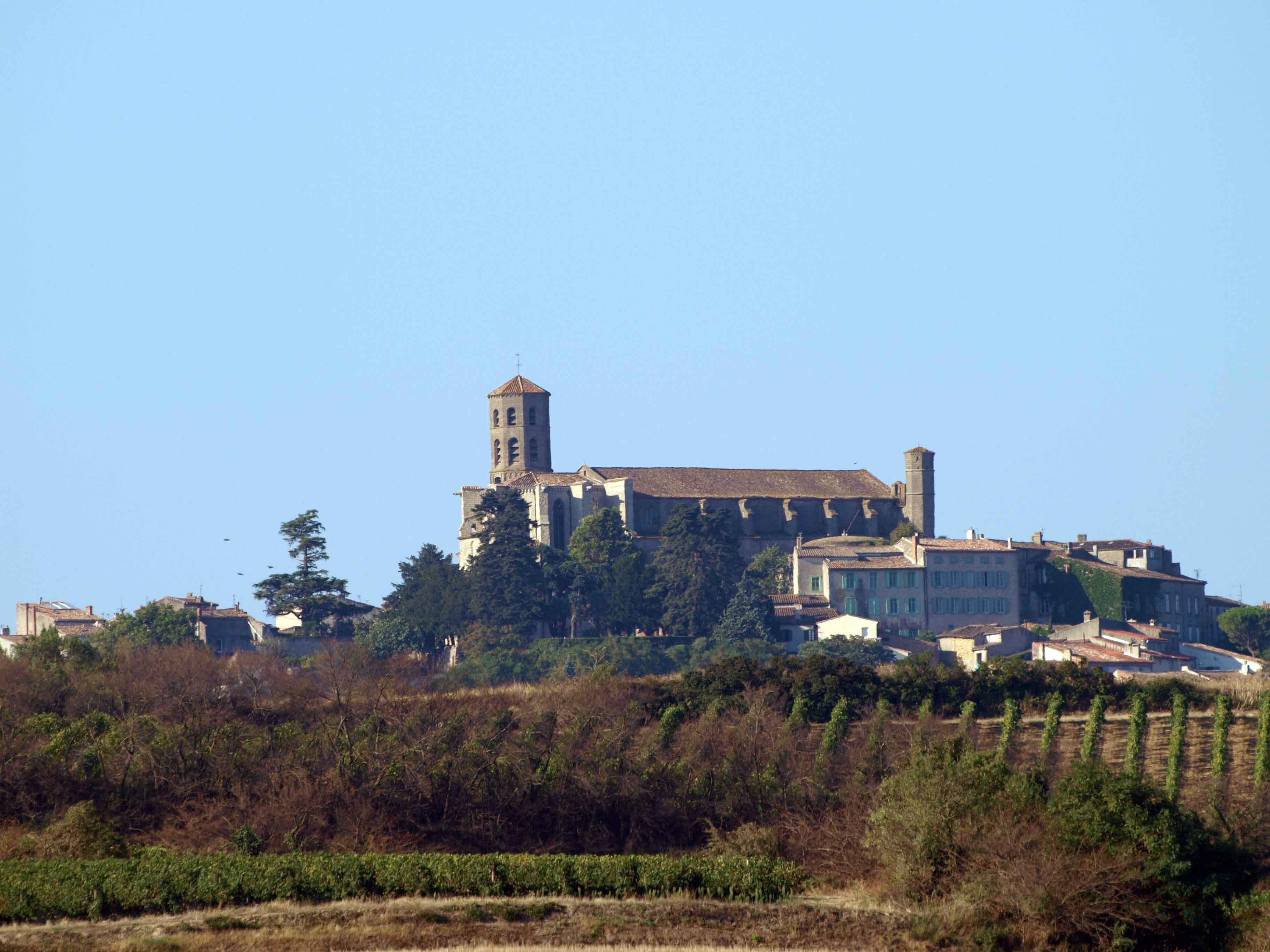

Montréal est une commune rurale qui compte 2 116 habitants en 2022, après avoir connu une forte hausse de la population depuis 1975. Elle fait partie de l'aire d'attraction de Carcassonne. Ses habitants sont appelés les Montréalais ou Montréalaises.
Le patrimoine architectural de la commune comprend un immeuble protégé au titre des monuments historiques : la collégiale Saint-Vincent, classée en 1862.

## Géographie

### Accès
Commune située sur l'ancienne route nationale 119 l'actuelle D 119 entre Carcassonne et Mirepoix.

### Communes limitrophes
Les communes limitrophes sont  Alairac, Alzonne, Arzens, Bram, Brugairolles, Cailhau, Cailhavel, Fanjeaux, La Force, Sainte-Eulalie, Villarzel-du-Razès, Villeneuve-lès-Montréal et Villesiscle.
| Villesiscle, Fanjeaux (par un quadripoint) | Bram, Alzonne | Sainte-Eulalie                            |
| La Force                                   | Montréal      | Arzens                                    |
| Villeneuve-lès-Montréal, Cailhavel         | Cailhau       | Alairac, Villarzel-du-Razès, Brugairolles |

### Hydrographie
La commune est dans la région hydrographique « Côtiers méditerranéens », au sein du bassin hydrographique Rhône-Méditerranée-Corse. Elle est drainée par le canal du Midi, le ruisseau de Rebenty, le ruisseau de Rivals, le ruisseau de Baïrole, le ruisseau de Font Alzonne, le ruisseau de Gaure, le ruisseau de la Combe, le ruisseau de la Lauze, le ruisseau de la Martine, le ruisseau de la Ratière, le ruisseau de Peyrombre, le ruisseau de Saint-Dominique, le ruisseau du Bassé et le ruisseau du Chapitre, qui constituent un réseau hydrographique de 48 km de longueur totale,.
Le canal du Midi, d'une longueur totale de 239,8 km, est un canal de navigation à bief de partage qui relie Toulouse à la mer Méditerranée depuis le xviie siècle.
Le ruisseau de Rebenty, d'une longueur totale de 20,7 km, prend sa source dans la commune et s'écoule du sud-est vers le nord-ouest puis vers le nord. Il traverse la commune et se jette dans le Fresquel à Alzonne, après avoir traversé 3 communes.

### Climat
Pour des articles plus généraux, voir Climat de l'Occitanie et Climat de l'Aude.
En 2010, le climat de la commune est de type climat méditerranéen altéré, selon une étude s'appuyant sur une série de données couvrant la période 1971-2000. En 2020, Météo-France publie une typologie des climats de la France métropolitaine dans laquelle la commune est exposée à un climat océanique altéré et est dans la région climatique Aquitaine, Gascogne, caractérisée par une pluviométrie abondante au printemps, modérée en automne, un faible ensoleillement au printemps, un été chaud (19,5 °C), des vents faibles, des brouillards fréquents en automne et en hiver et des orages fréquents en été (15 à 20 jours).
Pour la période 1971-2000, la température annuelle moyenne est de 12,9 °C, avec une amplitude thermique annuelle de 15,6 °C. Le cumul annuel moyen de précipitations est de 760 mm, avec 9,9 jours de précipitations en janvier et 5,2 jours en juillet. Pour la période 1991-2020, la température moyenne annuelle observée sur la station météorologique la plus proche, située sur la commune de Fanjeaux à 9 km à vol d'oiseau, est de 14,3 °C et le cumul annuel moyen de précipitations est de 625,0 mm,. Pour l'avenir, les paramètres climatiques de la commune estimés pour 2050 selon différents scénarios d'émission de gaz à effet de serre sont consultables sur un site dédié publié par Météo-France en novembre 2022.

### Milieux naturels et biodiversité

#### Réseau Natura 2000

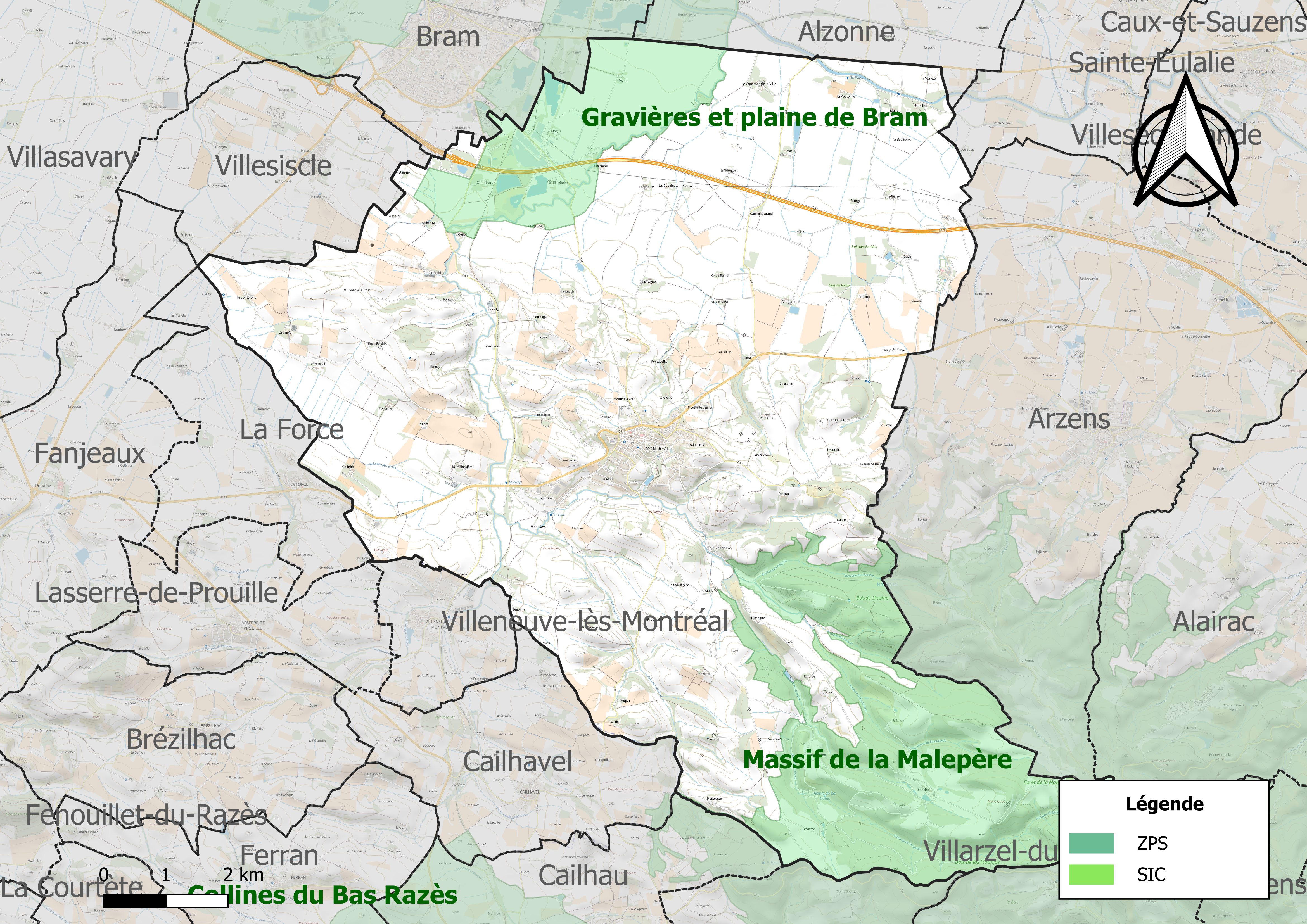
Site Natura 2000 sur le territoire communal.

Le réseau Natura 2000 est un réseau écologique européen de sites naturels d'intérêt écologique élaboré à partir des directives habitats et oiseaux, constitué de zones spéciales de conservation (ZSC) et de zones de protection spéciale (ZPS).
Un site Natura 2000 a été défini sur la commune au titre de la directive habitats : le « massif de la Malepère », d'une superficie de 6 158 ha, un site boisé présentant un intérêt biogéographique vu sa position intermédiaire sous les influences des climats méditerranéen et atlantique. De nombreuses espèces sont en limite d'aire. Il s'agit d'un site important pour des chauves-souris d'intérêt communautaire avec six espèces présentes : le Grand Rhinolophe, le Petit Rhinolophe, le Murin à oreilles échancrées, le Rhinolophe euryale, le Minioptère de Schreibers et la Barbastelle.

#### Zones naturelles d'intérêt écologique, faunistique et floristique

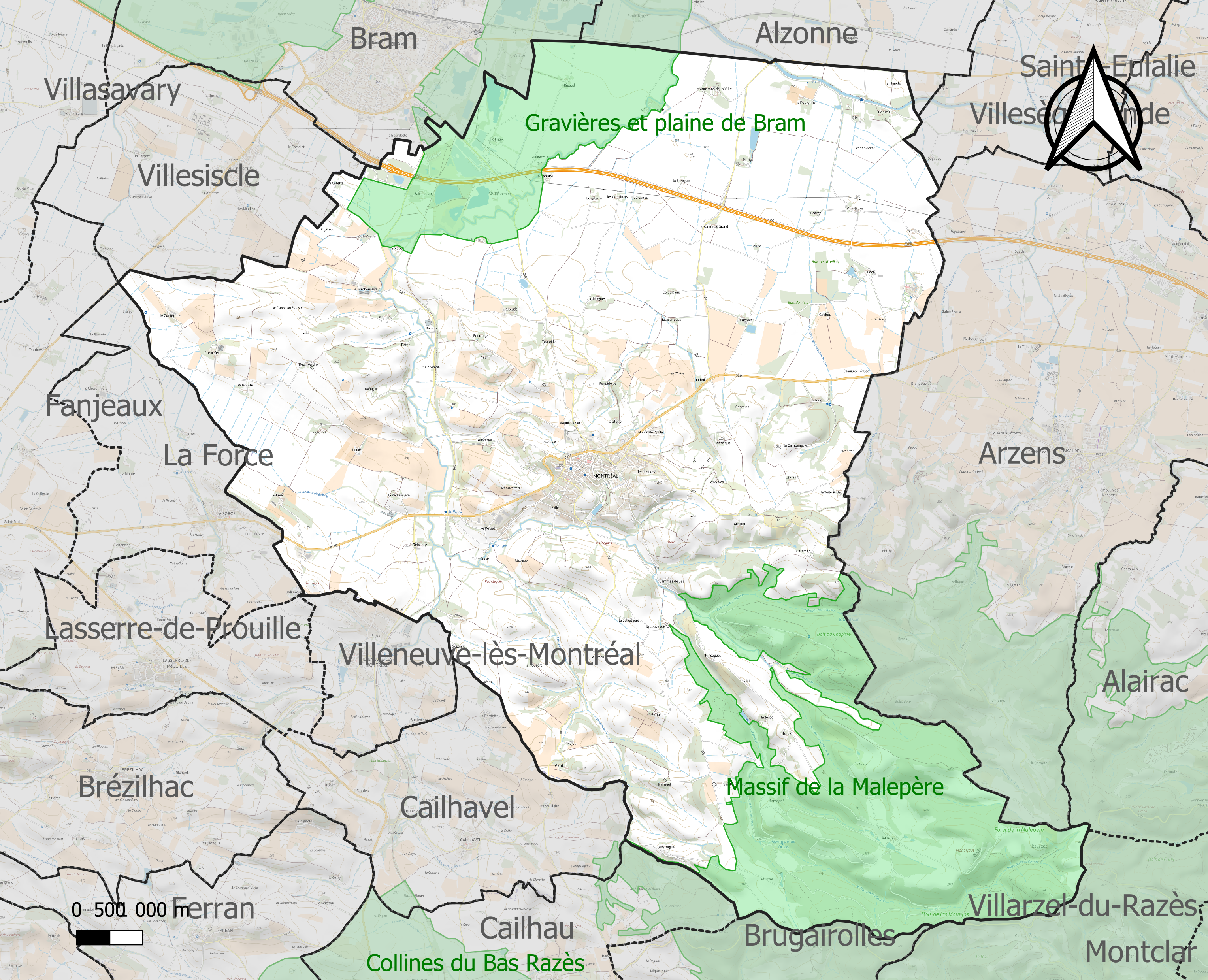
Carte des ZNIEFF de type 1 localisées sur la commune.

L’inventaire des zones naturelles d'intérêt écologique, faunistique et floristique (ZNIEFF) a pour objectif de réaliser une couverture des zones les plus intéressantes sur le plan écologique, essentiellement dans la perspective d’améliorer la connaissance du patrimoine naturel national et de fournir aux différents décideurs un outil d’aide à la prise en compte de l’environnement dans l’aménagement du territoire.
Deux ZNIEFF de type 1 sont recensées sur la commune :
les « gravières et plaine de Bram » (2 381 ha), couvrant 6 communes du département, et 
le « massif de la Malepère » (5 883 ha), couvrant 14 communes du département.

## Urbanisme

### Typologie
Au 1er janvier 2024, Montréal est catégorisée bourg rural, selon la nouvelle grille communale de densité à 7 niveaux définie par l'Insee en 2022.
Elle est située hors unité urbaine. Par ailleurs la commune fait partie de l'aire d'attraction de Carcassonne, dont elle est une commune de la couronne,. Cette aire, qui regroupe 115 communes, est catégorisée dans les aires de 50 000 à moins de 200 000 habitants,.

### Occupation des sols
L'occupation des sols de la commune, telle qu'elle ressort de la base de données européenne d’occupation biophysique des sols Corine Land Cover (CLC), est marquée par l'importance des territoires agricoles (85 % en 2018), en diminution par rapport à 1990 (86,4 %). La répartition détaillée en 2018 est la suivante : 
terres arables (51,4 %), zones agricoles hétérogènes (24,3 %), forêts (11,9 %), cultures permanentes (7,5 %), prairies (1,8 %), mines, décharges et chantiers (1,6 %), zones urbanisées (1,5 %). L'évolution de l’occupation des sols de la commune et de ses infrastructures peut être observée sur les différentes représentations cartographiques du territoire : la carte de Cassini (XVIIIe siècle), la carte d'état-major (1820-1866) et les cartes ou photos aériennes de l'IGN pour la période actuelle (1950 à aujourd'hui).

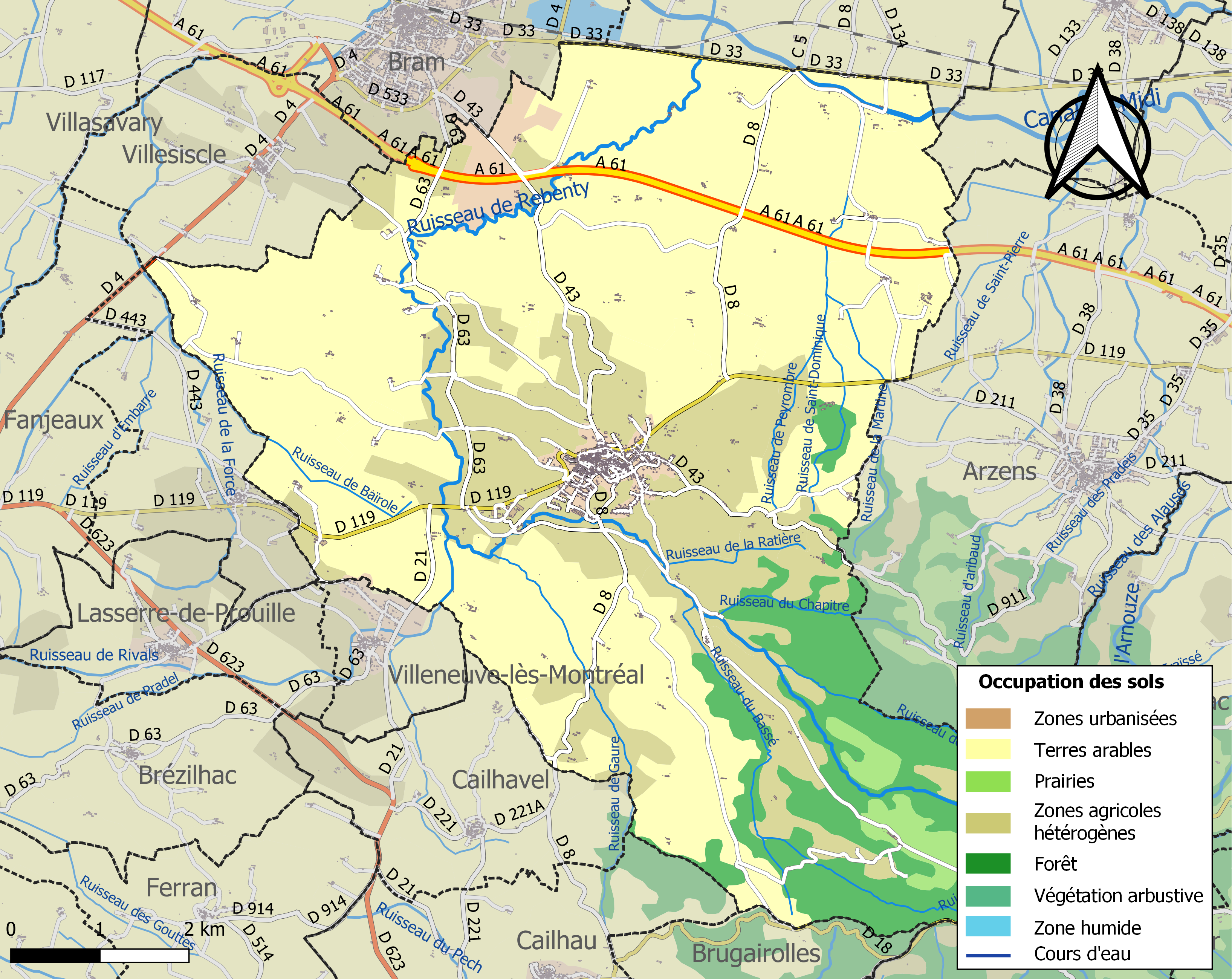
Carte des infrastructures et de l'occupation des sols de la commune en 2018 (CLC).

### Risques majeurs
Le territoire de la commune de Montréal est vulnérable à différents aléas naturels : météorologiques (tempête, orage, neige, grand froid, canicule ou sécheresse), feux de forêts et séisme (sismicité très faible). Il est également exposé à un risque technologique, le transport de matières dangereuses. Un site publié par le BRGM permet d'évaluer simplement et rapidement les risques d'un bien localisé soit par son adresse soit par le numéro de sa parcelle.

#### Risques naturels

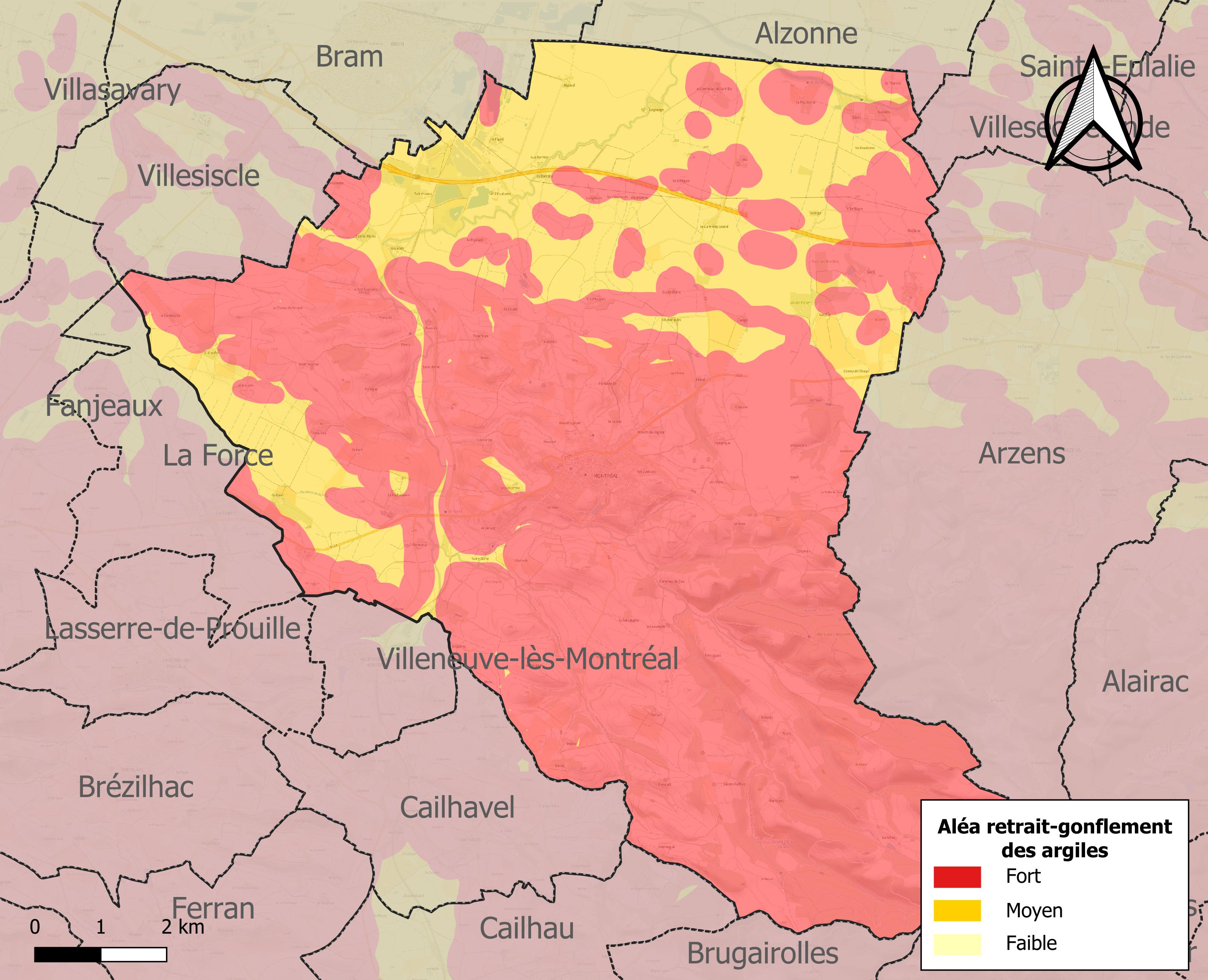
Carte des zones d'aléa retrait-gonflement des sols argileux de Montréal.

Le retrait-gonflement des sols argileux est susceptible d'engendrer des dommages importants aux bâtiments en cas d’alternance de périodes de sécheresse et de pluie. La totalité de la commune est en aléa moyen ou fort (75,2 % au niveau départemental et 48,5 % au niveau national). Sur les 1 075 bâtiments dénombrés sur la commune en 2019, 1075 sont en aléa moyen ou fort, soit 100 %, à comparer aux 94 % au niveau départemental et 54 % au niveau national. Une cartographie de l'exposition du territoire national au retrait gonflement des sols argileux est disponible sur le site du BRGM,.

#### Risques technologiques
Le risque de transport de matières dangereuses sur la commune est lié à sa traversée par une route à fort trafic. Un accident se produisant sur une telle infrastructure est en effet susceptible d’avoir des effets graves au bâti ou aux personnes jusqu’à 350 m, selon la nature du matériau transporté. Des dispositions d’urbanisme peuvent être préconisées en conséquence.

## Histoire

### Moyen Âge

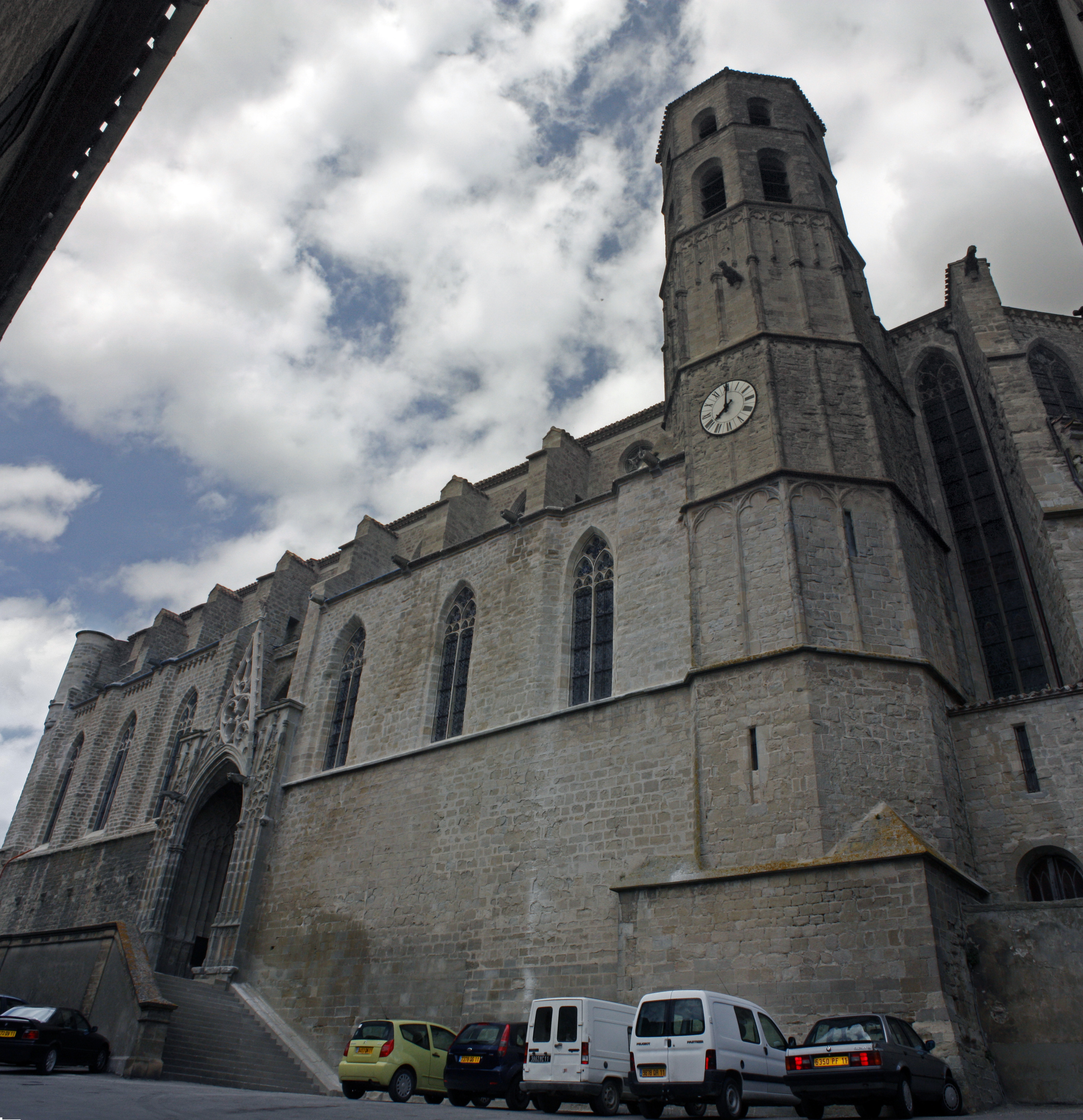
Collégiale Saint-Vincent.

- La ville a été le cœur du pays cathare quand elle était le fief des seigneurs de Laurac. À Montréal se tinrent des conciles cathares et, en 1207, la dispute entre catholiques et cathares à laquelle ont participé Diego d'Osma et saint Dominique.

L'expression "concile cathare" semble toutefois inappropriée. Parlons plutôt de "dispute publique" à l'occasion du Miracle de la Cédule. Pour ce qui est des "conciles cathares" le seul dont il soit fait mention dans la région est celui de St Félix dont parle Besse. Malheureusement pour la réputation de cet historien il s'est avéré par la suite que c'était une invention de sa part.
- L'architecture de la collégiale Saint-Vincent est particulière, en effet : ce bâtiment qui semble avoir été construit d'un seul jet à la fin du XIIIe siècle ou au début du XIVe siècle, comme on l'a longtemps soutenu, révèle sous un examen attentif qu'il est en réalité composite.

En 1221, c'est-à-dire trois ans après la mort de Simon de Monfort, la ville est attaquée par Toulouse et Foix. Elle est prise mais le donjon et le château sont très gravement endommagés. Ils resteront à l'état de ruine pendant deux générations et ce n'est qu'en 1273 que Philippe III le Hardi autorisera la reprise de ces ruines pour former le bâtiment actuel.
- Il apparaît vraisemblable aujourd'hui que le culte de Saint Vincent à Montréal soit bien plus ancien que ce qui était admis jusqu'à présent et qu'il pourrait avoir été installé par les Mérovingiens qui en auraient ramené les reliques dans la chapelle du château après le sac de Narbonne.

Saint Vincent, martyrisé au début du IVe siècle, est connu par les écrits de Prudence (Peristephanon). Très honoré dans la zone gallo-romaine de Méditerranée, il est de toute évidence l'appropriation syncrétique par le christianisme du culte mithraïque. Il est d'abord le protecteur des marins et des pèlerins ; sa vocation comme saint patron des vignerons est très sujette à caution.
- À Montréal, il était le protecteur de la place-forte tandis que la paroisse était placée sous la protection de la Vierge. À l'installation du Chapitre collégial, en 1318, la communauté religieuse va l'adopter et en faire le saint patron de la ville.

La complétion de l'espace urbain va commencer à cette époque avec l'élévation des grands remparts. Auparavant, la place-forte, ceinte par un oppidum de 120 mètres de diamètre, domine un habitat dispersé sur les flancs de la colline ou à proximité.
- Dès 1240, Montréal avait été érigé en châtellenie royale, c’est-à-dire l'équivalent d'une Cour d'Assises ; la ville appartenait, depuis le traité de Meaux-Paris, au Roi de France qui l'avait obtenue par un échange avec Amaury VI de Montfort, le fils de Simon, qui s'était illustré dans la croisade contre les Albigeois.
- Pour ramener au catholicisme les cathares, les Frères de la Pénitence de Jésus-Christ s'y installent en 1264 et les Carmes y érigent leur couvent en 1294.

Le mot catholicisme n'apparaît qu'en 1598 et ne devient d'un usage courant qu'en 1794. Il faut employer le mot "christianisme". J. Bourdil.
- Le XIVe siècle est un siècle d'essor pour la ville mais les famines, la Peste, les désordres de la guerre de Cent Ans, les troubles civils vont prélever un lourd tribut sur la population. Quoi qu'il en soit, cet essor va se poursuivre avec des hauts et des bas, jusqu'au milieu de la deuxième partie du XVIe.
- Place importante par le symbole politique et son importance stratégique, elle sera ravagée plusieurs fois durant les Guerres de Religion. Prenant ensuite le parti de Montmorency, la ville sera mise à l'amende et ses remparts mis à bas par Richelieu, à l'édit de Languedoc en 1630. Par la suite, son rôle politique éteint, elle ne sera plus qu'une riche bourgade vivant de la laine et de l'agriculture, dont il ne reste plus beaucoup de traces actuellement.

En examinant la documentation on s'aperçoit que Montréal a été un centre de production de poudre à canon. On en trouve la recette, en langue locale, au dos d'une feuille du leudaire au XVe siècle, et, au siècle suivant, une correspondance échangée entre des protagonistes des Guerres de Religion vient le confirmer.

Ce qui est encore plus étonnant c'est qu'il existe un rapport étroit entre les brebis, dont l'élevage à grande échelle fondait la prospérité locale avec le tissage de la laine, et la poudre à canon. En effet, le constituant le plus rare de la poudre, le salpêtre ou nitrate de potassium, était obtenu par lessivage des fumiers.

## Démographie
L'évolution du nombre d'habitants est connue à travers les recensements de la population effectués dans la commune depuis 1793. Pour les communes de moins de 10 000 habitants, une enquête de recensement portant sur toute la population est réalisée tous les cinq ans, les populations de référence des années intermédiaires étant quant à elles estimées par interpolation ou extrapolation. Pour la commune, le premier recensement exhaustif entrant dans le cadre du nouveau dispositif a été réalisé en 2006.

En 2022, la commune comptait 2 116 habitants, en évolution de +11,43 % par rapport à 2016 (Aude : +2,65 %, France hors Mayotte : +2,11 %).
| 1793  | 1800  | 1806  | 1821  | 1831  | 1836  | 1841  | 1846  | 1851  |
| ----- | ----- | ----- | ----- | ----- | ----- | ----- | ----- | ----- |
| 3 000 | 3 163 | 3 172 | 3 245 | 3 383 | 3 097 | 3 062 | 3 030 | 3 070 |

| 1856  | 1861  | 1866  | 1872  | 1876  | 1881  | 1886  | 1891  | 1896  |
| ----- | ----- | ----- | ----- | ----- | ----- | ----- | ----- | ----- |
| 3 004 | 3 009 | 2 829 | 2 772 | 2 792 | 2 830 | 2 843 | 2 496 | 2 448 |

| 1901  | 1906  | 1911  | 1921  | 1926  | 1931  | 1936  | 1946  | 1954  |
| ----- | ----- | ----- | ----- | ----- | ----- | ----- | ----- | ----- |
| 2 592 | 2 549 | 2 381 | 1 973 | 2 124 | 2 029 | 2 025 | 1 872 | 1 780 |

| 1962  | 1968  | 1975  | 1982  | 1990  | 1999  | 2006  | 2011  | 2016  |
| ----- | ----- | ----- | ----- | ----- | ----- | ----- | ----- | ----- |
| 1 761 | 1 678 | 1 588 | 1 595 | 1 546 | 1 672 | 1 881 | 1 912 | 1 899 |

| 2021  | 2022  | - | - | - | - | - | - | - |
| ----- | ----- | - | - | - | - | - | - | - |
| 2 048 | 2 116 | - | - | - | - | - | - | - |

## Économie

### Revenus
En 2018 (données Insee publiées en septembre 2021), la commune compte 791 ménages fiscaux, regroupant 1 897 personnes. La médiane du revenu disponible par unité de consommation est de 19 860 € (19 240 € dans le département).

### Emploi
| Division       | 2008   | 2013   | 2018   |
| -------------- | ------ | ------ | ------ |
| Commune        | 7,6 %  | 7,9 %  | 11,3 % |
| Département    | 10,2 % | 12,8 % | 12,6 % |
| France entière | 8,3 %  | 10 %   | 10 %   |

En 2018, la population âgée de 15 à 64 ans s'élève à 1 058 personnes, parmi lesquelles on compte 70,1 % d'actifs (58,8 % ayant un emploi et 11,3 % de chômeurs) et 29,9 % d'inactifs,. En 2018, le taux de chômage communal (au sens du recensement) des 15-64 ans est inférieur à celui du département, mais supérieur à celui de la France, alors qu'en 2008 il était inférieur à celui de la France.
La commune fait partie de la couronne de l'aire d'attraction de Carcassonne, du fait qu'au moins 15 % des actifs travaillent dans le pôle,. Elle compte 410 emplois en 2018, contre 473 en 2013 et 522 en 2008. Le nombre d'actifs ayant un emploi résidant dans la commune est de 632, soit un indicateur de concentration d'emploi de 64,9 % et un taux d'activité parmi les 15 ans ou plus de 48,1 %.
Sur ces 632 actifs de 15 ans ou plus ayant un emploi, 226 travaillent dans la commune, soit 36 % des habitants. Pour se rendre au travail, 83,5 % des habitants utilisent un véhicule personnel ou de fonction à quatre roues, 2,9 % les transports en commun, 6 % s'y rendent en deux-roues, à vélo ou à pied et 7,6 % n'ont pas besoin de transport (travail au domicile).

### Activités hors agriculture

#### Secteurs d'activités
164 établissements sont implantés à Montréal au 31 décembre 2019. Le tableau ci-dessous en détaille le nombre par secteur d'activité et compare les ratios avec ceux du département,.
| Secteur d'activité                                                                                        | Commune | Commune | Département |
| Secteur d'activité                                                                                        | Nombre  | %       | %           |
| --- | ------- | ------- | ----------- |
| Ensemble                                                                                                  | 164     | 100 %   | (100 %)     |
| Industrie manufacturière, industries extractives et autres                                                | 20      | 12,2 %  | (8,8 %)     |
| Construction                                                                                              | 31      | 18,9 %  | (14 %)      |
| Commerce de gros et de détail, transports, hébergement et restauration                                    | 39      | 23,8 %  | (32,3 %)    |
| Information et communication                                                                              | 1       | 0,6 %   | (1,6 %)     |
| Activités financières et d'assurance                                                                      | 3       | 1,8 %   | (2,7 %)     |
| Activités immobilières                                                                                    | 12      | 7,3 %   | (5,2 %)     |
| Activités spécialisées, scientifiques et techniques et activités de services administratifs et de soutien | 26      | 15,9 %  | (13,3 %)    |
| Administration publique, enseignement, santé humaine et action sociale                                    | 17      | 10,4 %  | (13,2 %)    |
| Autres activités de services                                                                              | 15      | 9,1 %   | (8,8 %)     |

Le secteur du commerce de gros et de détail, des transports, de l'hébergement et de la restauration est prépondérant sur la commune puisqu'il représente 23,8 % du nombre total d'établissements de la commune (39 sur les 164 entreprises implantées à Montréal), contre 32,3 % au niveau départemental.

#### Entreprises
Les cinq entreprises ayant leur siège social sur le territoire communal qui génèrent le plus de chiffre d'affaires en 2020 sont : 
- Aset, autre imprimerie (labeur) (12 338 k€)
- Inessens, conseil pour les affaires et autres conseils de gestion (3 950 k€)
- Les Sablières de Bram - SDB, exploitation de gravières et sablières, extraction d'argiles et de kaolin (1 723 k€)
- SARL Dousse, culture de céréales (à l'exception du riz), de légumineuses et de graines oléagineuses (784 k€)
- Aude Construction Métallique, travaux de menuiserie métallique et serrurerie (471 k€)

### Agriculture
La commune est dans le Razès, une petite région agricole occupant l'ouest du département de l'Aude, également dénommée localement « Volvestre et Razès ». En 2020, l'orientation technico-économique de l'agriculture sur la commune est la polyculture et/ou le polyélevage.
|               | 1988  | 2000 | 2010 | 2020 |
| ------------- | ----- | ---- | ---- | ---- |
| Exploitations | 84    | 51   | 52   | 44   |
| SAU (ha)      | 3 350 | 3479 | 3811 | 4084 |

Le nombre d'exploitations agricoles en activité et ayant leur siège dans la commune est passé de 84 lors du recensement agricole de 1988 à 51 en 2000 puis à 52 en 2010 et enfin à 44 en 2020, soit une baisse de 48 % en 32 ans. Le même mouvement est observé à l'échelle du département qui a perdu pendant cette période 60 % de ses exploitations,. La surface agricole utilisée sur la commune a quant à elle augmenté, passant de 3 350 ha en 1988 à 4 084 ha en 2020. Parallèlement la surface agricole utilisée moyenne par exploitation a augmenté, passant de 40 à 93 ha.

## Culture locale et patrimoine

### Lieux et monuments
- Chapelle de l'école Saint-Joseph-des-Carmes de Montréal.
- Chapelle Notre-Dame-des-Anges de Montréal.
- Nouvelle chapelle de l'école Saint-Joseph-des-Carmes de Montréal.
- Moulin à vent, dont il ne reste que le fut cylindrique, classé au titre des sites naturels depuis 1939[38]

#### L'oppidum de Montréal

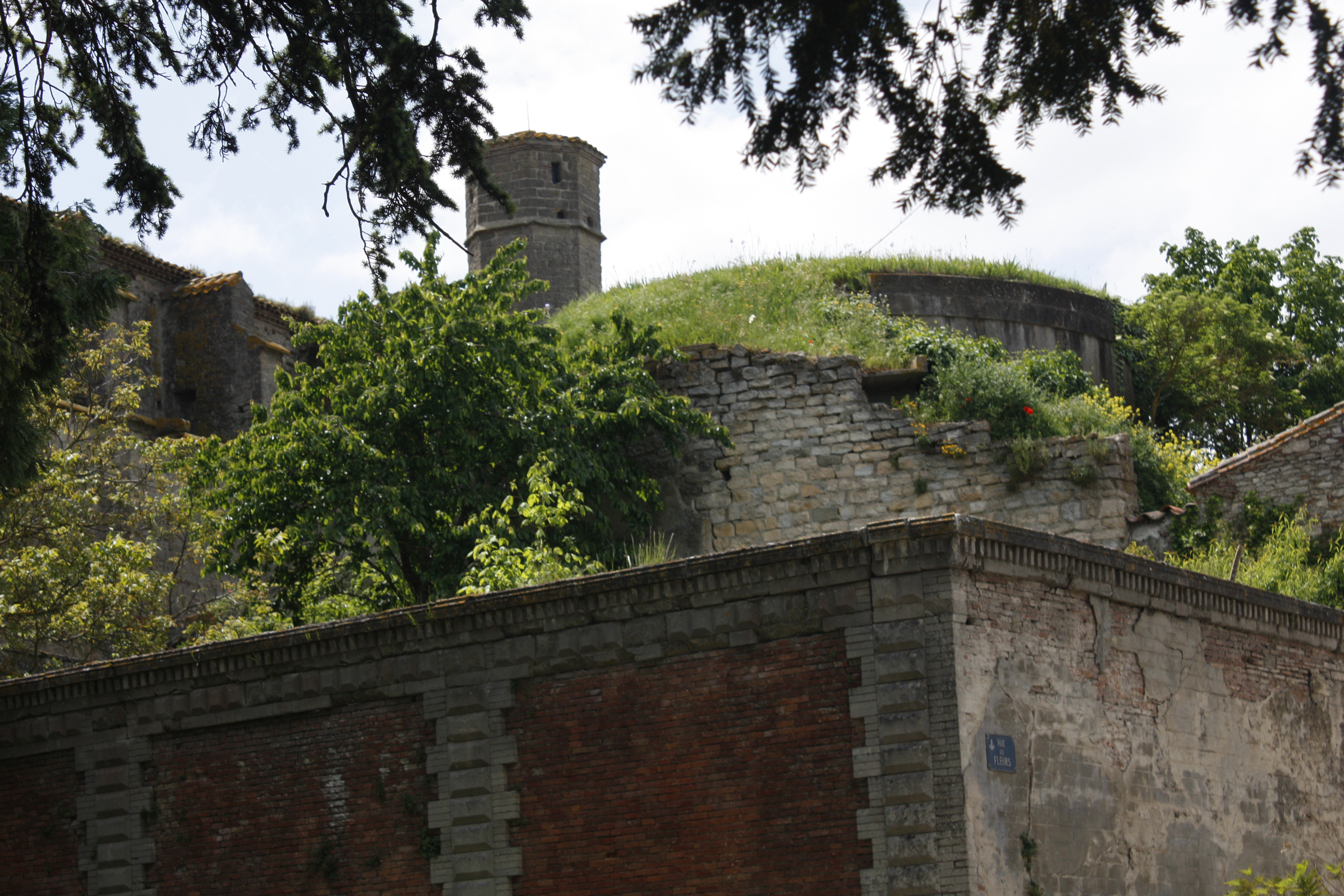
L'oppidum.

Son centre est confondu avec le quatrième contrefort nord de la collégiale et son rayon de soixante mètres décrit un périmètre où on trouve la rue des Fleurs, la maison Cazenave, le milieu de la place Saint-Vincent tangente aux maisons, la tourelle à signaux de la collégiale.
Il faut imaginer qu'il était à l'époque de plain-pied et horizontal et sa lente érosion sur la partie marneuse du tertre, c’est-à-dire au sud, a nécessité la construction de l'escalier monumental du midi de la Collégiale. On en a une autre preuve par la disposition de la bretèche qui sert d'accès à l'ancienne sacristie et le petit escalier qui y donne accès aujourd'hui.
Les maisons de la place Saint-Vincent sont bâties sur l'escarpe de cet oppidum, d'où leur grand développement vertical. Il en est de même, d'ailleurs, de celles de la rue des Fleurs.
Au vu de l'arrière-plan historique de la région, on pourrait risquer de dire que cet oppidum est vraisemblablement celte et date des environs du IIIe / IIe siècle av. J.-C., quoique sa modeste superficie, de l'ordre d'un hectare, le classe parmi les petits oppida. Autrement dit, il daterait de la fin du monde celtique, du début de la romanisation.
Cette partie centrale du village se nomme le Capitole.

#### Collégiale Saint-Vincent[39]

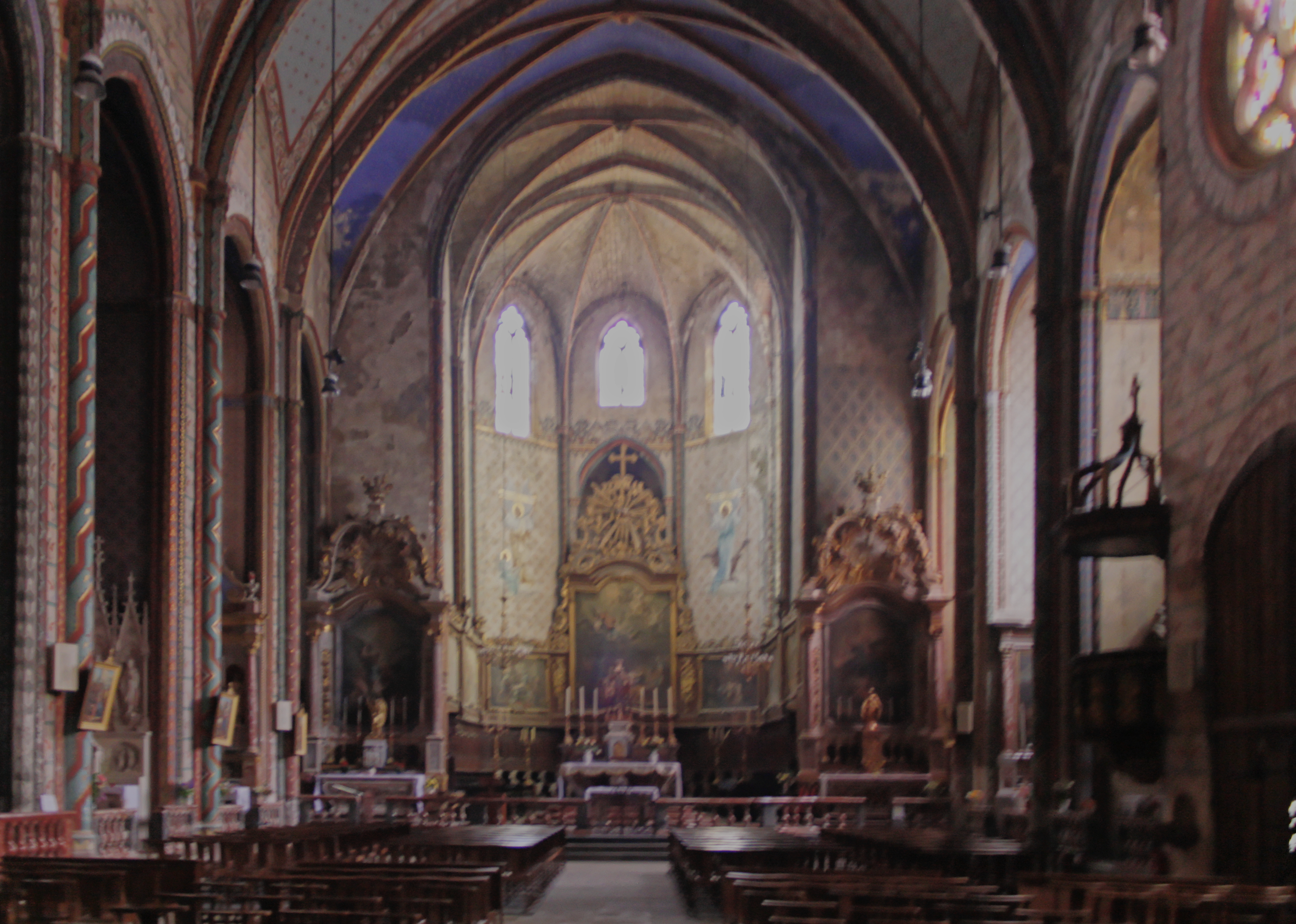
La nef.

L'édifice a été classé au titre des monuments historiques en 1862.
Dès 1273, le roi Philippe III donne aux paroissiens de l'église Saint-Vincent des maisons situées à proximité de l'église pour l'agrandir.

L'église est érigée en collégiale par le pape Jean XXII le 13 février 1318. Cette bulle a dû être contemporaine avec des travaux importants, ce qui correspond au style de l'église actuelle la datant du XIVe siècle.
En 1783, il est décidé de faire une voûte pour remplacer la charpente d'origine. Pourtant, ce sont des croisées d'ogives, ou bonnets, qui sont construits pour masquer la charpente restée en place sur ses doubleaux à tympans de pierre.
Un marché est passé le 6 juin 1783 avec un plâtrier de Pamiers, Jean Ribeaute, pour la construction de la voûte de la collégiale au prix de 12 500 livres.
La collégiale possède un cycle de peintures sur la vie de saint Vincent réalisé par le peintre toulousain Despax, à partir de 1751. Les tableaux sont reçus par le chapitre le 17 août 1755. D'autres tableaux de Despax, Jacques Gamelin et Jules Badin sont déposés dans l'église.
Un orgue est réalisé en 1738-1740 par de Montbrun, facteur d'orgues à Castelnaudary. Il est refait en 1781-1785 par Jean-Pierre Cavaillé.

### Personnalités liées à la commune
- Dominique de Guzmán dit saint Dominique (1170-1221), fondateur de l'ordre des Dominicains ;
- Alain de Roucy (1172 ?-1221) chevalier et croisé, seigneur de Montréal ;
- Bernard-Othon de Niort (1201-1245), chevalier, seigneur de Montréal ;
- Aimery de Montréal (?-1211) chevalier, seigneur de Montréal ;
- Joseph Léon Cathelan,(1731-1815), général sous la Révolution et l'Empire, né et décédé à Montréal;
- Louis Belmas (1757-1841), évêque de Cambrai. Natif de Montréal ;
- Georges Frère (1762-1826) général français de la Révolution et de l’Empire. Natif de Montréal, il est inhumé au cimetière du père Lachaise ;
- Joseph Fargues (1786-1860), chef de bataillon, député de l'Aude de 1841 à 1846. Natif de Montréal, il est Inhumé au cimetière communal ;
- Rose Joseph Teisseire (1793-1858), maire de Carcassonne, député de l'Aude, né à Montréal ;
- Nestor Roqueplan (1805-1870), journaliste, écrivain, directeur de théâtre et d'opéra, né à Montréal;
- Olivier de Laurens-Castelet (1844-1923), député de l'Aude, maire de Puginier, décédé à Montréal au « château de Lagrange » ;
- Louis Alibert (1884-1959) pharmacien à Montréal, linguiste occitan ;
- Marcel-Yves Toulzet (1919-2000) journaliste et romancier, natif de Montréal ;
- Philippe Noiret (1930-2006) comédien, possédait le « domaine de Turcy » à Montréal [42] ;
- Françoise de Veyrinas (1943-2008) femme politique française, ancienne députée et secrétaire d'État, décédée à Montréal au « domaine de Bonétis » ;
- Philippe Lefebvre (1949) organiste français et improvisateur, concertiste, titulaire du grand orgue de Notre-Dame de Paris et de celui de la collégiale Saint-Vincent à Montréal ;
- Jean d'Orléans (1965), comte de Paris, chef de la maison d'Orléans, prétendant orléaniste au trône de France depuis 2019. Réside à Montréal avec sa famille.

Personnalités liées à Montréal (sélection)
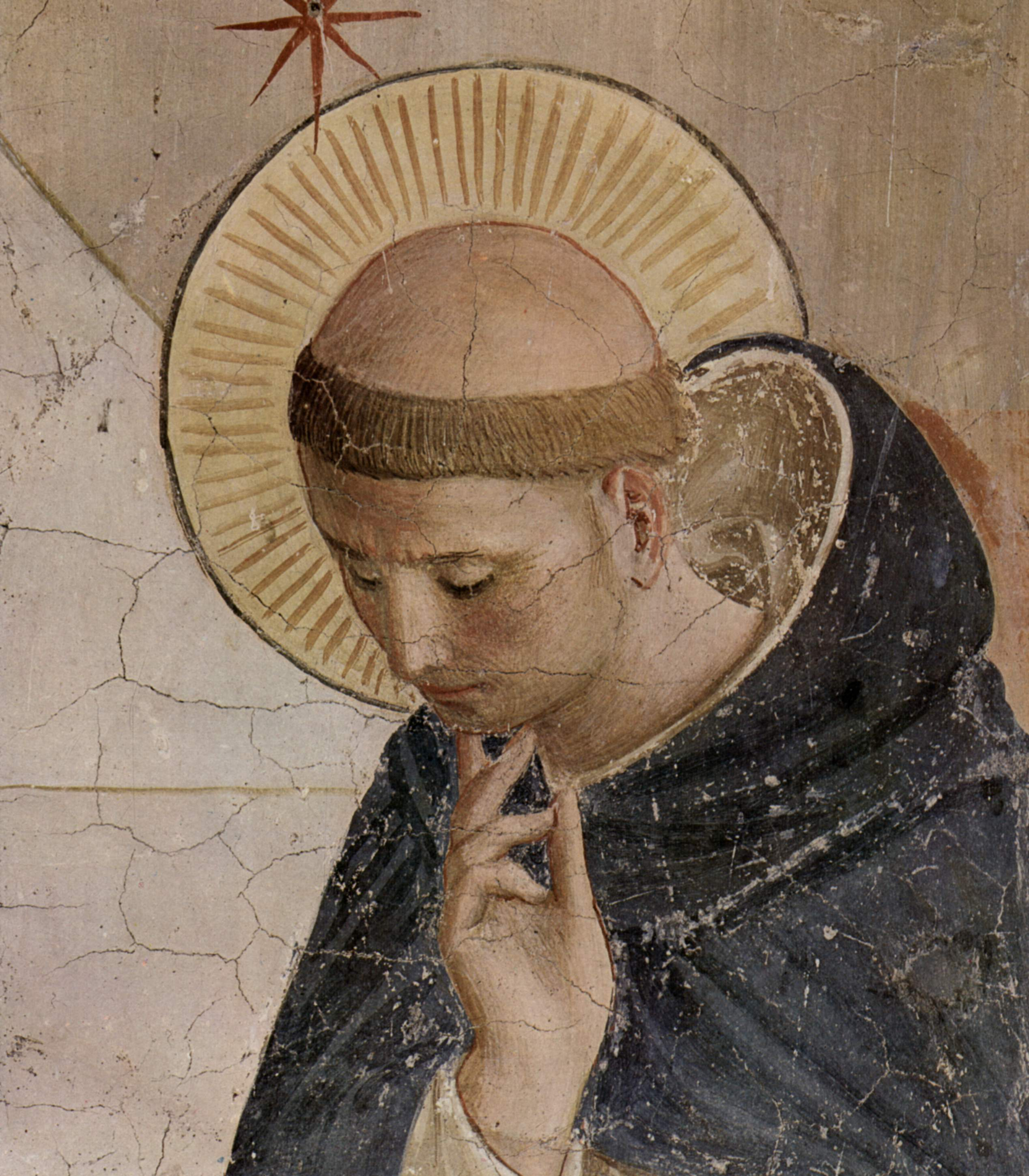
saint Dominique
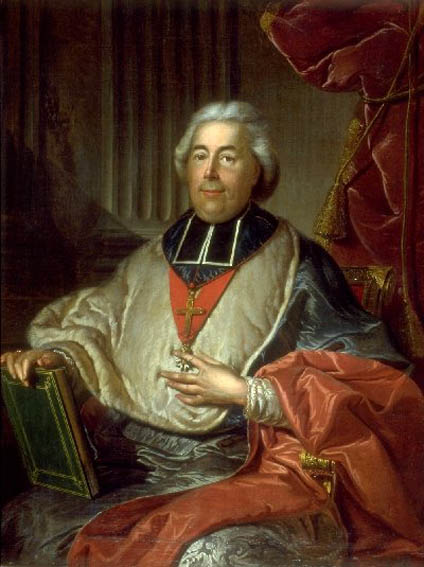
Louis Belmas
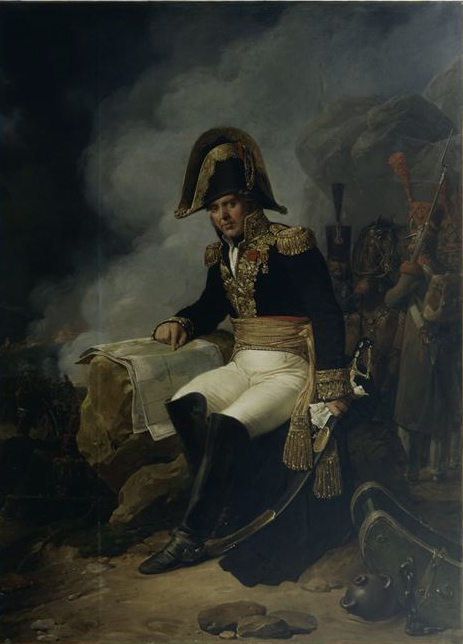
Georges Frère
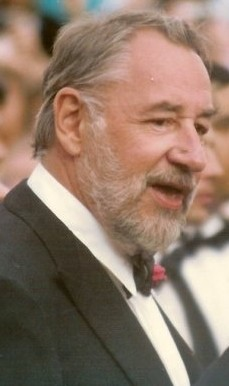
Philippe Noiret
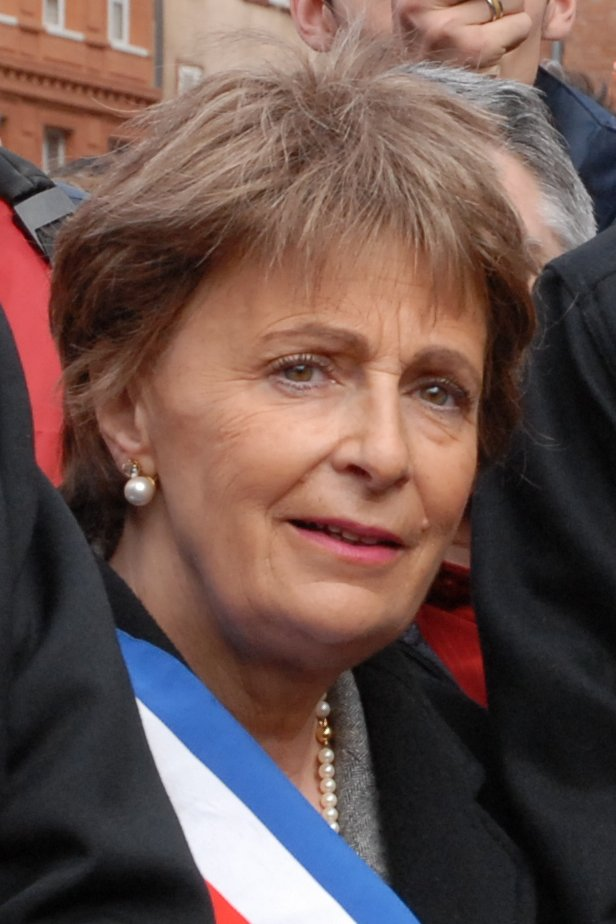
Françoise de Veyrinas

### Film tourné à Montréal
- La vie et rien d'autre de Bertrand Tavernier (1989)[43].

### Héraldique
| Blason | Blasonnement : De gueules, à une couronne de France et un oignon à six feuilles, le tout d'or. |

- De gueules à une esquille ou oignon marin d'or, feuillé de même, couronné d'une couronne impériale de France[45].

Les armoiries de Montréal sont en réalité celles des Montaigu, fieffés à Montréal entre autres lieux, qui s'étaient illustrés aux côtés de Charlemagne. Puigcerda a les mêmes.
À l'origine, elles représentent un trophée de guerre : un casque de chef maure tel qu'il est représenté sur le sceau de la ville en 1303. D'Hozier, qui comme souvent n'avait pas été payé, a bâclé leur description. Une esquille en héraldique ne signifie pas grand-chose et l'oignon marin est une plaisanterie.